# Acrochordonichthys septentrionalis
Acrochordonichthys septentrionalis är en fiskart som beskrevs av Ng 2001. Acrochordonichthys septentrionalis ingår i släktet Acrochordonichthys och familjen Akysidae. IUCN kategoriserar arten globalt som otillräckligt studerad. Inga underarter finns listade i Catalogue of Life.